# آسامی یوشیدا (صداپیشه)
آسامی یوشیدا (انگلیسی: Asami Yoshida; May 15 – ) صداپیشه اهل ژاپن بود.